# مونتيخورا
مونتيخورا (بالإسبانية: Montejurra)‏ هو جبل بارتفاع 1.042 يقع في نافارا بإسبانيا بالقرب من بلدة أييجي. يقع الجبل بين وديان لا سولانا وسان إستيبان دي لا سولانا ومقاطعة ليرين، بالقرب من إستيا. ويمكن التمتع بالمناظر الخلابة من أعلى قمة الجبل حيث يطل على ميرينداد إستيا والجبال المتاخمة لأوباسا وأنديا ولوكيث. وتحول الجبل بدءًا من منتصف القرن العشرين إلى مكان الاحتفال السنوي للحجاج الذين ينتمون إلى الحزب الكارلي، حيث كان المكان مسرحًا معركة هامة عام 1873 خلال الحرب الكارلية الثالثة. وخلال الفترة التاريخية لانتقال إسبانيا نحو الديمقراطية، وبدعم من المخابرات الإسبانية، وقعت أحداثًا داميًا في احتفالية الحجاج المنعقدة في 9 مايو 1976 فيما عرف باسم مجزرة مونتيخورا، حيث تم اغتيال اثنين من المشاركين بالاحتفال بالأسلحة النارية.